# Libellula semifasciata
Libellula semifasciata är en trollsländeart som beskrevs av Hermann Burmeister 1839. Libellula semifasciata ingår i släktet Libellula och familjen segeltrollsländor. Inga underarter finns listade i Catalogue of Life.

## Bildgalleri

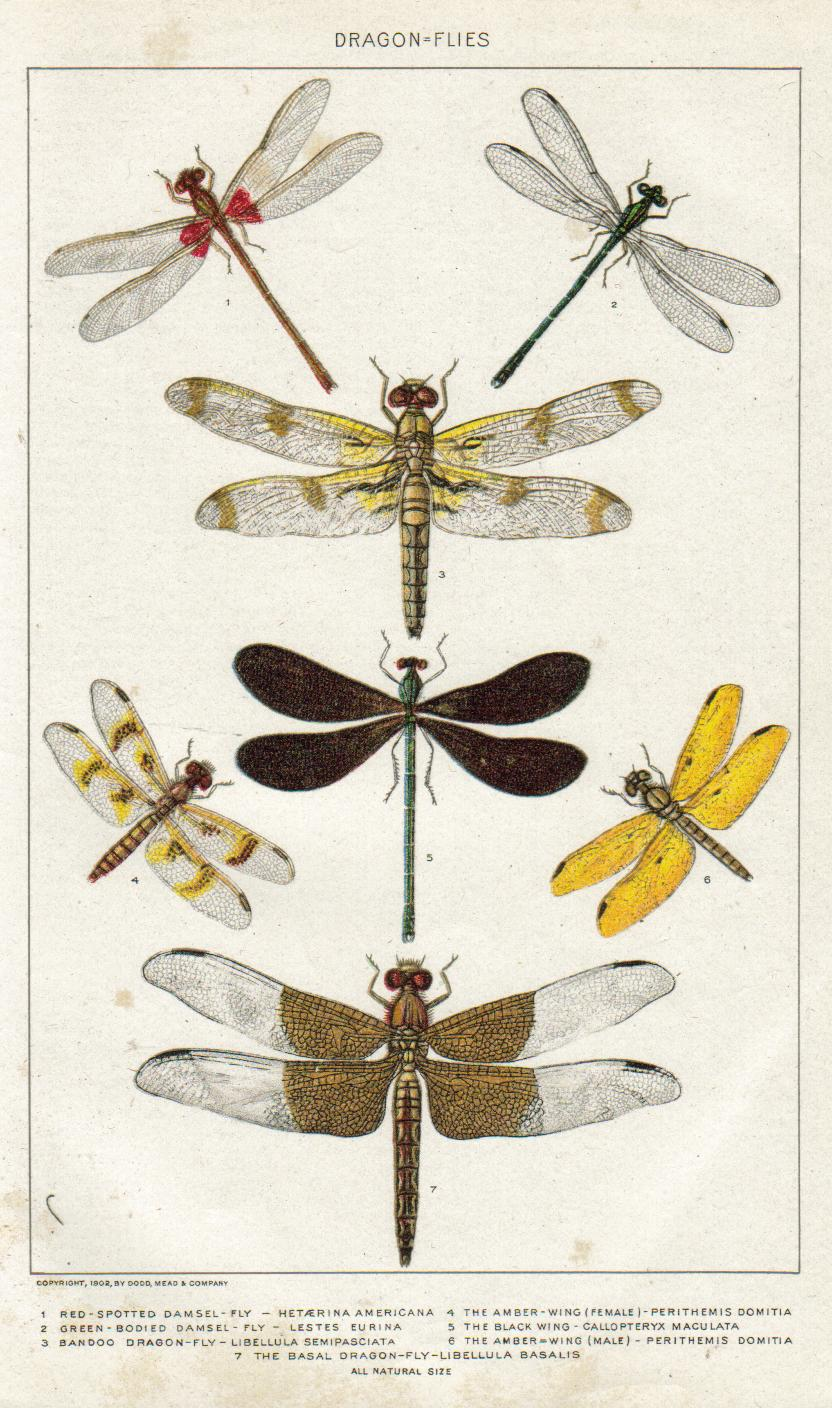